# Eugène Leliepvre
Eugène Leliepvre, né le 2 avril 1908 à Montreuil et mort le 17 novembre 2013 dans le 14e arrondissement de Paris,, est un peintre, un dessinateur et un illustrateur français.

## Biographie
Passionné dès son plus jeune âge par l'histoire militaire et l'uniformologie, il consacre à ces thèmes l'essentiel de son œuvre, avec une prédilection pour l'armée française de l'Ancien Régime. Membre de l'Escadron français de 1925 à 1928, société de préparation militaire, il fait partie de son équipe de concours hippique dès 1926. Il effectue ses classes au 11e régiment de cuirassiers puis sert dans l'artillerie par changement d'arme. Il a été nommé en 1951 peintre de l'Armée de terre. Il est également connu comme le "peintre des élégantes", de 1940 à 1960, en créant de nombreuses peintures de femmes, dont "La meneuse de revue (Folies Bergère)".
Entre 1947 et 1965, il a illustré plus de quarante couvertures du mensuel Le Chasseur français.
Il fut membre de la Sabretache.

## Distinctions
- Chevalier de la Légion d'honneur ;

- Officier de l'ordre national du mérite ;

- Officier de l'ordre des palmes académiques ;

- Distinguished service award (1974) - Canada ;

- Médaille d'or de la ville de Paris.

### Livres illustrés par Eugène Leliepvre
- La chasse des oiseaux d'eau en France, par Pierre Mouchon, aquarelles et dessins d'E. Leliepvre. E. Nourry, 1931.
- Le général de Sonis, par J des Marets, ill. de E Leliepvre. Impr. Chaix, Paris, 1938.
- Gloires camarguaises, par d'Elly, ill. E Leliepvre. Editions du Centaure, Paris, 1947.
- Nos derniers cavaliers : le 7e groupe de spahis algériens, par Michel Delaveau, ill. E Leliepvre. Editions du Centaure, Paris, 1949.
- La garde républicaine, par Pierre Rosière, ill. E Leliepvre, P Conrad et J P Vougny. Editions Xavier Richer, Paris, 1981.
- La garde impériale, par le commandant Henry Lachouque, ill. L de Beaufort et E Leliepvre. Lavauzelle, Panazol, 1982.
- La gendarmerie nationale, par le général Besson, Pierre Rosière, ill. E Lelièpvre, P Conrad et J P. Vougny. Editions Xavier Richer, Paris, 1982.
- La garde rouge de Dakar : spahis et gendarmes du Sénégal, par Pierre Rosière, ill. E Lelièpvre, P Conrad et J P. Vougny. Editions Xavier Richer, Paris, 1984.
- L'armée de terre vue par ses peintres officiels, Sirpa Terre, 1992.

### Sur Eugène Leliepvre
- Sylvie Leliepvre-Botton, Eugène Leliepvre : une vie de peinture, Paris, Philophil, 2007, 197 p. (ISBN 978-2-952-85691-1).
- Sylvie Leliepvre Botton (préf. Pierre Robin), L'élégance nue : l'imaginaire féminin d'Eugène Leliepvre, Paris, Philophil, 2010, 245 p. (ISBN 978-2-952-85692-8)